# حوزه انتخابیه هفتم کارولینای جنوبی
حوزه انتخابیه هفتم کارولینای جنوبی یک حوزه انتخابیه مجلس نمایندگان آمریکا است که در ایالت کارولینای جنوبی قرار دارد.